# 帝都探偵絵図
帝都探偵絵図（ていとたんていえず）は、三木笙子による日本の推理小説のシリーズ。第2回ミステリーズ!新人賞の最終候補作を改稿し連作化した『人魚は空に還る』から始まり、2012年現在第3作まで刊行されている。表紙の挿画は下村富美。B's-LOG COMICで秋月壱葉によりコミック化されている。
明治時代を舞台に、雑誌記者・里見高広と美形の天才絵師・有村礼の2人の青年が身の回りで起こる事件を解決していく。礼はシャーロック・ホームズシリーズの大ファンで、2人の活躍ぶりは作中で「腰の低いホームズと高飛車なワトソン」とたとえられる。

## 書誌情報
- 人魚は空に還る
  - 単行本：2008年08月29日、東京創元社〈ミステリ・フロンティア〉、ISBN 978-4-488-01738-5
  - 文庫本：2011年10月28日、東京創元社〈創元推理文庫〉、ISBN 978-4-488-42111-3
- 世界記憶コンクール
  - 単行本：2009年12月15日、東京創元社〈ミステリ・フロンティア〉、ISBN 978-4-488-01758-3
  - 文庫本：2012年05月25日、東京創元社〈創元推理文庫〉、ISBN 978-4-488-42112-0
- 人形遣いの影盗み
  - 単行本：2011年2月18日、東京創元社〈ミステリ・フロンティア〉、ISBN 978-4-488-01766-8
  - 文庫本：2013年9月30日、東京創元社〈創元推理文庫〉、ISBN 978-4-488-42113-7
- 怪盗の伴走者
  - 単行本：2015年4月27日、東京創元社〈ミステリ・フロンティア〉、ISBN 978-4-488-01789-7
  - 文庫本：2017年9月21日、東京創元社〈創元推理文庫〉、ISBN 978-4-488-42114-4

スピンオフ作品
- 怪盗ロータス綺譚 グランドホテルの黄金消失
  - 単行本：2022年11月11日、東京創元社、ISBN 978-4-488-02879-4

## 用語
至楽社（しらくしゃ）
京橋区鎗屋町にある雑誌社。発行する雑誌は絵入りの娯楽雑誌で、主に市井の事件や出来事を面白おかしく伝えることに全力を傾けている。ごくたまに真面目な記事を載せることもある。
喜楽通信社（きらくつうしんしゃ）
京橋区にある雑誌社。作っている雑誌は醜聞や猥褻を前面に押し出した誌面作りで知られる。

## 主な登場人物
里見 高広（さとみ たかひろ）
雑誌社「至楽社」唯一の社員で、『帝都マガジン』の編集者。英語が堪能で、とある伝手から『ストランド・マガジン』を入手できる。
仕事の依頼で礼を訪ねた際、世間話の一環でシャーロック・ホームズのあらすじを話したところ、予想以上の興味を示され、『ストランド・マガジン』を礼に訳すのと交換条件に、仕事を受けてもらっている。
当初は、他人が書いた世界的人気を誇る作品を訳すだけで仕事を受けてもらっているという、人の褌で相撲を取るような行為に後ろめたさを感じていたが、礼自身に気に入られたこともあり、友人関係を築く。礼の絵に対して純粋な尊敬の感情を抱いている。
幼い頃に両親が相次いで亡くなり天涯孤独の身となり、父親の遠縁の里見家に養子に迎え入れられ、3人の義兄弟と差別なく、本物の家族同様に暖かい家庭で育った。だが、義兄を差し置いて跡継ぎに指名されたことで親戚にやっかまれることに嫌気が差し、家を出た。兄弟は他に、義理の姉と弟がいる。
有村 礼（ありむら れい）
「天才」の名をほしいままにする絵師で、本人が描く美人画よりも美しいと評判の美男子。「有村礼の描く女性に似ている」と言われるのは、東京市中の女性にとって最上級の誉め言葉である。
礼が表紙を描いた雑誌は完売すると言われ、その謝礼も目が眩むほど高いが、先述の理由から「至楽社」には普通の値段で描いている。
銀座一丁目の裏通りにある土蔵に住んでいる。初めは、ホームズの話の続きが気になり、高広が来るのを心待ちにしていたが、次第に彼の純朴な人柄に惹かれ、友人関係を築く。ホームズ好きが高じ、探偵の真似事ができるような事件が起こると、他人の迷惑も顧みず嬉しそうな顔をする。
田所（たどころ）
「至楽社」の社長兼編集長。あだ名は海坊主。
若くして横浜居留地の雑誌社で助手として働き、有名新聞社から高給で引き抜かれた経歴を持つ。座右の銘は「一石二鳥以上」。一度文字で見たものは決して忘れない。
里見 基博（さとみ もとひろ）
里見高広の義父。現役の司法大臣で、現内閣一の切れ者と呼ばれる。
放蕩息子の実子は当てにならないため、養子ながら能力の高い高広を跡継ぎにするつもりでいるが、親類縁者から大反対されている。当の高広も家を出てしまったが、高広がいずれ自分の仕事を手伝ってくれることを望んでいる。
駐ロンドン日本大使が基博に恩義を感じており、その礼に向こうで発売されるとすぐに『ストランド・マガジン』を送ってくれる。
佐野 徹平（さの てっぺい）
喜楽通信社の記者。顎のとがったキツネ顔の男。関西出身。
自信家で図々しく、大口を叩くが、売れるネタに食らいつく根性はピカイチ。
森 恵（もり さとし）
「点灯人」で初登場。府立第三中学校の学生。16歳。
絵画及び彫刻分野でずば抜けた才能を持ち、守下商店の広告図案募集に彫刻作品を応募し、一等を取った。その腕前を、ロシアの贋札作りに利用されそうになるが、帰って来ない兄を心配した6歳年下の妹・桜の依頼で調べていた高広らに助けられる。その後、至楽社で臨時の手伝いとして働くようになる。

怪盗ロータス（かいとうロータス）
主に古今の美術品を狙う怪盗。風のように身軽で、変装の名人と伝えられる。必ず犯行前に予告状を送りつける。貧しい者には惜しみなく盗んだ金を与えるという噂もあり、庶民からは人気がある。
盗みに入った証として小さな蓮の木彫りを置いていくことから、警察や新聞社に「睡蓮小僧」と名付けられたが、「そんな野暮ったい名前は嫌だ、“怪盗ロテュス”と呼ぶように」と抗議文を送り、フランス語は呼びづらいからと結果的に「怪盗ロータス」と呼ばれるようになった。

## 各話あらすじ

### 人魚は空に還る
点灯人
森桜という小学生の女の子が、学校に行ったきり1週間帰って来ない16歳の兄・恵（さとし）を探すため、尋ね人の記事を載せたいと至楽社を訪れる。単なる家出の可能性が消えないまま高広が調べを進めていくと、恵が年上の看護婦と逢い引きしていたという目撃情報を知人の記者から手に入れる。
真珠生成
銀座に店を構える養殖真珠で有名な美妃（みき）真珠で「プリンセスグレイス」と呼ばれる極上の真珠3粒が盗まれ、その内の1粒が芸者屋の金魚鉢の中から見つかった。佐野記者の取材で、盗難事件があった時、高広の父で司法大臣の里見基博が娘の結婚祝い品を見繕うため来店していたらしいことが分かる。父の不名誉を晴らすため、高広が美妃の従業員の少年に接触を試みる。
人魚は空に還る
浅草の凌雲閣のたもとの見せ物小屋に人魚が現れた。高広と礼も知り合いの作家と一緒に人魚見物に訪れ、儚い少女のような人魚が切々と歌う姿に息をのむ。後日、人魚が富豪の夫人に身売りされることが決まり、人魚は最後の願いとして「観覧車に乗りたい」と言い出した。ところが、観覧車が一番上まで行ったところで、人魚は泡となって消えてしまう。
怪盗ロータス
巷間を賑わす怪盗ロータスが、成金の大黒重治が所有する数々の絵画を盗む旨の犯行予告状を送る。隅田川に面した角地に建つ大黒氏の邸宅、通称“大黒御殿”は船でしか入れない作りになっている。ロータスは如何に侵入するのか。同じ頃、検察は、台湾で販売された富くじ「台湾彩票」が日本で大量に転売されている件について調査をしていた。
何故、何故
質屋から1000円もの大金を盗んだ強盗が、逃げ場を失ったことを悟るや、その紙幣を川面にばら撒き火を付けた、その理由とは……。

### 世界記憶コンクール
世界記憶コンクール
氷のような女
黄金の日々
生人形の涙
月と竹の物語

### 人形遣いの影盗み
びいどろ池の月
恐怖の下宿屋
永遠の休暇
妙なる調べ奏でよ
人形遣いの影盗み
美術祭異聞

### 怪盗の伴走者
伴走者
反魂蝶
怪盗の伴走者

### 怪盗ロータス綺譚 グランドホテルの黄金消失
グランドホテルの黄金消失
特等席
埋める者 暴く者
すべて当たり籤
光と影のおむすびころりん

## 漫画
脚注

1. ↑  第2回ミステリーズ!新人賞最終候補作を改稿
2. 1 2  文庫判に追加収録された作品『ミステリーズ!』vol.48（2011年8月）
3. ↑  『ミステリーズ!』vol.51（2012年2月）
4. ↑  『ミステリーズ!』vol.44（2010年12月）